# Сабиров, Данир Исламбаевич
Данир Исламбаевич Сабиров (тат. Данир Исламбай улы Сабиров; род. 1 февраля 1987, Азнакаево, Республика Татарстан, РСФСР,СССР) — артист татарской эстрады. Заслуженный артист Республики Татарстан (2020), многократный обладатель премии «Алтын барс» («Татар җыры») и обладатель премий «TMTV» .

## Биография
Родился 1 февраля 1987 года в г. Азнакаево Азнакаевского района Республики Татарстан. Мать Сабирова Флюза Зуфаровна – повар, отец Сабиров Исламбай Рахманович – учитель физкультуры. В школьные годы Данир всё своё свободное время уделял посещению кружков (баян,танцы). В то же время развивался в спорте, где были хорошие результаты. Ещё в 6 классе отец мечтал, чтобы сын занимался национальной борьбой – көрәш. Его первые районные соревнования принесли 3-е место. Тогда за один день до соревнований семья Сабировых похоронила близкого и дорогого для них человека – бабушку (по линии матери). Эту победу Данир посвятил именно ей. После было завоёвано множество наград на районных, городских, зональных соревнованиях, среди которых есть победы на чемпионате Республики Татарстан в юниорской категории в весе 55 кг (2005 год), во многих сабантуях, в том числе Всероссийский сабантуй в Челябинске (2007 год). Несмотря на активное развитие в спорте, Данир в 11 классе решает связать свою взрослую жизнь с творчеством.

## Творческая карьера
Данир Сабиров в 2004 году поступает в Казанский государственный институт (тогда университет) культуры и искусств по целевому направлению на факультет хореографии. В 2005 году город прекращает оплачивать обучение и Данир переводится на факультет актёра татарской эстрады.
Там он знакомится со своим будущим учителем, наставником, вдохновителем, народным артистом РТ Фатхутдиновым Салаватом Закиевичем.  Далее недолгое время состоит в творческой группе театра «Кыек шәүлэ» под руководством Шәмси Закирова (основоположник известного юмористического театра «Мунча ташы»). После работает ведущим на главном канале РТ ТНВ в проекте «Җомга киче».
Здесь начинается профессиональный путь Данира. Его замечают артисты, приглашают к себе на концерты с юмором, пародией; на свадьбы, юбилеи в качестве ведущего.
В 2012 году состоится сольный концерт в г.Азнакаево и г.Казань (Филармония Г.Тукая). Тогда Данир становится первым пародистом в Республике Татарстан, кто устраивает собственный концерт в таком жанре. Его представления наполнены танцами, песнями, юмористическими миниатюрами, стендапом, пародией, что является отличительной чертой многих певческих проектов.
Данир Сабиров продолжает развиваться, работать и гастролировать по городам, районам Татарстана, Башкортостана, а так же России. Это нисколько не мешает ему создавать новые проекты.
В 2021 году в прокат выходит работа - моноспектакль (игра одного актера) «Ике Юбилей». Данный спектакль является новым направлением, как для зрителя, так и для самого артиста. На протяжении двух часов на сцене находится только один герой, его задача рассказать, обыграть и показать целую историю без чьей либо помощи.
В репертуаре Данира около 50 песен, множество пародий (на Салавата Фатхутдинова, Айдара Галимова, Җавита Шакирова и других артистов).

## Награды
1.	Лауреат Национальной музыкальной премии «Болгар радиосы» 2018 год
2.	II «ТТ Милли премия» Туган тел 2018 год
3.	Татар Җыры 2019 год
4.	Заслуженный артист Республики Татарстан (2020)
5.	Татар Җыры 2021 год
6.	V «ТТ Милли премия» Туган тел 2021
7.	Татар музыкаль телевизион премиясе "TMTV" 2021

## Семья
Жена: Сабирова (Гильмутдинова) Миляуша Рафисовна (в браке с 2008)
Дети: Сабирова Марьям Данировна (12 лет), Сабирова Дания Данировна (8 лет)